# Convento de San Francisco (Santiago de Compostela)
San Francisco del Valle de Dios (en gallego: San Francisco de Val de Deus) es un monasterio franciscano fundado a comienzos del siglo XIII en Santiago de Compostela, declarado Monumento histórico artístico el 16 de agosto de 1896.
En 2015, en la aprobación por la Unesco de la ampliación del Camino de Santiago en España a «Caminos de Santiago de Compostela: Camino francés y Caminos del Norte de España», España envió como documentación un «Inventario Retrospectivo - Elementos Asociados» (Retrospective Inventory - Associated Components) en el que en el n.º 859 figura el monasterio de San Francisco de Valdedios.

## Situación
Se sitúa extramuros en el casco viejo de la ciudad de Santiago de Compostela, provincia de La Coruña, en el lugar conocido como o Val de Deus (el Valle de Dios).

## Historia

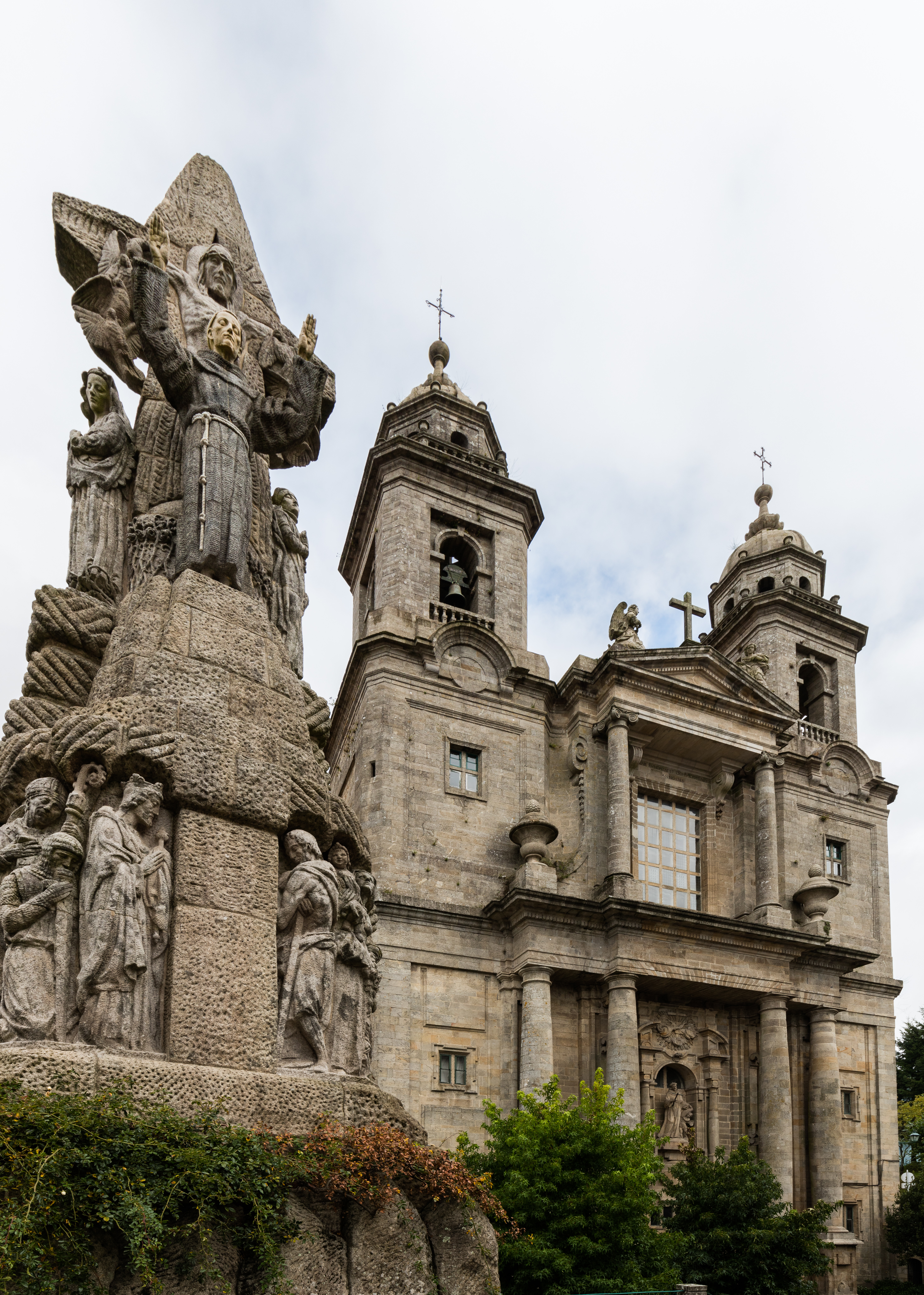
Fachada de la iglesia, obra de Simón Rodríguez, con el monumento a San Francisco, obra del escultor Francisco Asorey y crucero frente al templo

Dice la tradición que San Francisco de Asís, en peregrinación a Compostela en 1214, fue acogido por una familia compostelana, el hombre era un carbonero llamado Cotolai; en su casa del Monte Pedroso. Le encomendó a este construir un monasterio pero cuando le replicó que no tenía recursos, le mostró un tesoro cerca de la ermita de San Paio do Monte (San Payo del Monte) que le permitiría llevar a cabo la obra. Val de Deus (Valle de Dios) era un terreno propiedad del monasterio benedictino de San Martiño Pinario (San Martín Pinario), que lo cedió a cambio de una cesta anual de pescado, que se siguió entregando hasta finales del siglo XVIII.
El convento primitivo se vino abajo a comienzos del siglo XVIII y no quedan de él más que cinco arcos apuntados que se conservan en el claustro principal y el sepulcro de Cotolai. Estos arcos estaban en la Sala Capitular, en la que Carlos V celebró las Cortes de Santiago en 1520. La reconstrucción, que conllevaba cambiar la orientación de su iglesia, se inició en 1742, y no fue sin problemas, ya que los vecinos (especialmente los monjes de San Francisco) se quejaban de la magnitud de la obra, que les quitaba luz y ventilación y que, además, ocuparía tierras pertenecientes a los de San Martín. La disputa se saldó rebajando la altura de la iglesia franciscana.

## Descripción

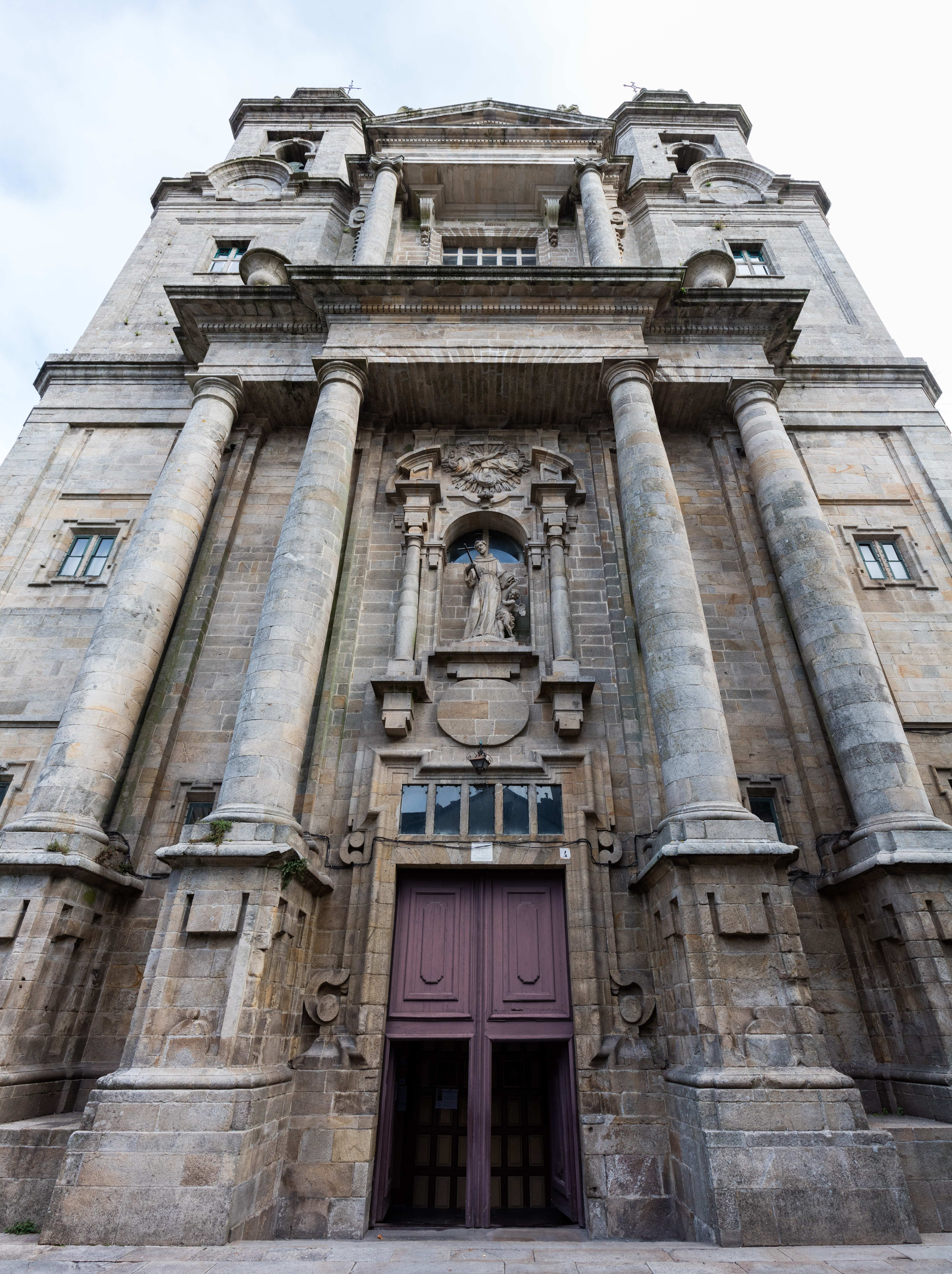
Fachada

La renovación de la fábrica medieval se inició con el arzobispo Maximiliano.

### La iglesia

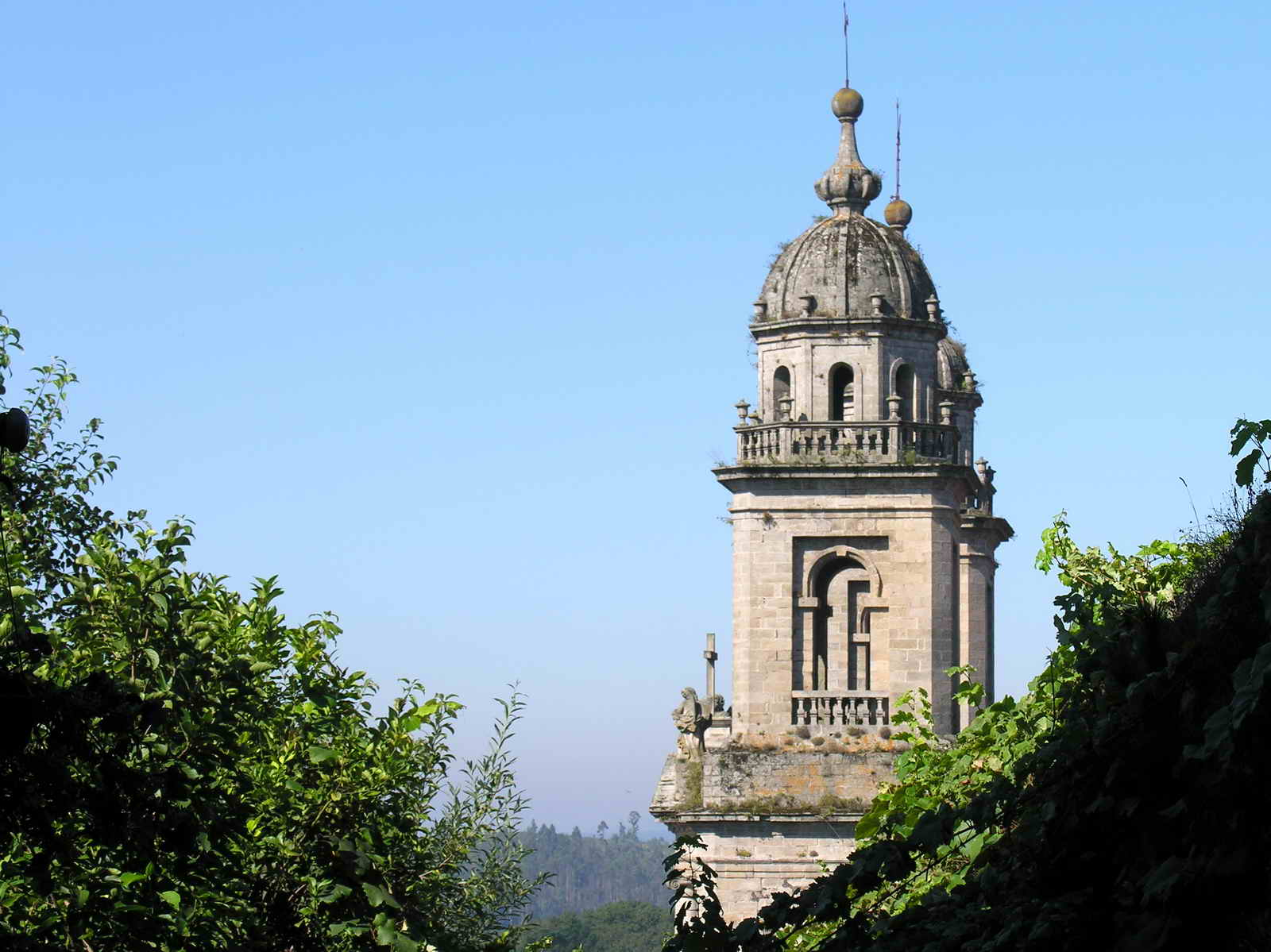
Torre de la iglesia

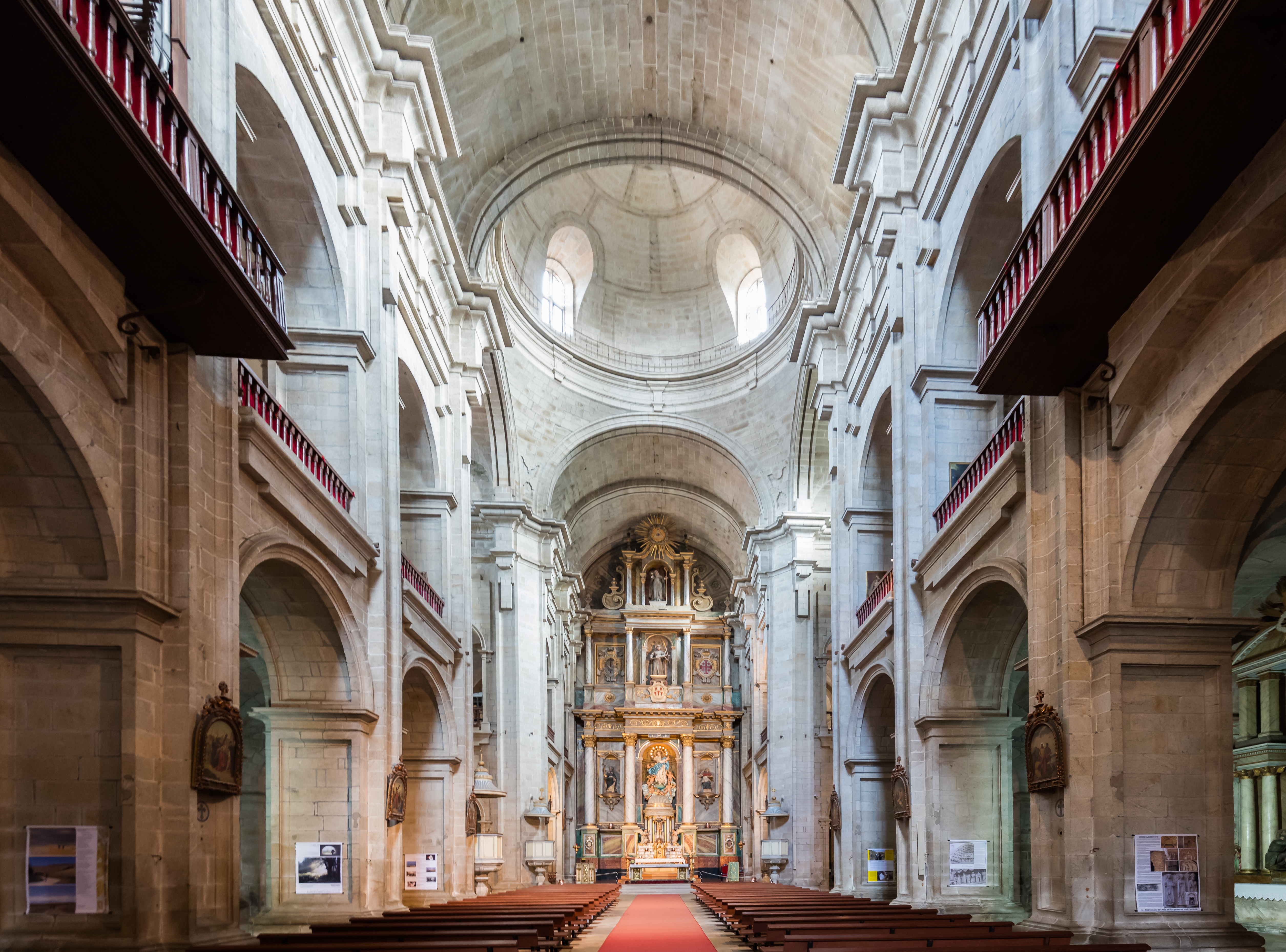
Interior de la iglesia

Las obras del nuevo templo siguieron las trazas dadas por Simón Rodríguez, pese a que la lentitud de las obras hizo que la participación de los otros maestros supusiese la inclusión de algún cambio sustancial.
La planta de la iglesia corresponde al tipo "jesuítico", en forma de rectángulo en el que se inscribe una cruz latina.

#### La fachada
La fachada de la iglesia, diseñada (en estilo barroco) en el siglo XVIII por Simón Rodríguez, se impone en el contorno por su tamaño. Fue ejecutada por Fray Manuel Caeiro, no estando terminada aún en 1770, hecho que hace que responda a dos conceptos diferenciables en la decoración reducida a la parte inferior de la misma, cambiando drásticamente por encima de la altura del entablamiento que cambia de forma perceptible adaptándose a los principios neoclásicos.
La parte inferior es barroca y la superior neoclásica y consta de tres cuerpos y tres calles. En la central destacan cuatro columnas dóricas que flanquean una imagen de San Francisco (obra de José Antonio Mauro Ferreiro Suárez). El segundo cuerpo está dominado por un enorme ventanal flanqueado por columnas jónicas, sobre las que se apoya un frontón triangular. Las calles laterales soportan los dos campanarios.

#### El atrio
El atrio se encuentra varios metros por debajo del nivel de la calle en un extremo, y delante de él, a ras de esta, se levanta un monumento a San Francisco realizado por Francisco Asorey en 1926.

#### Interior del templo

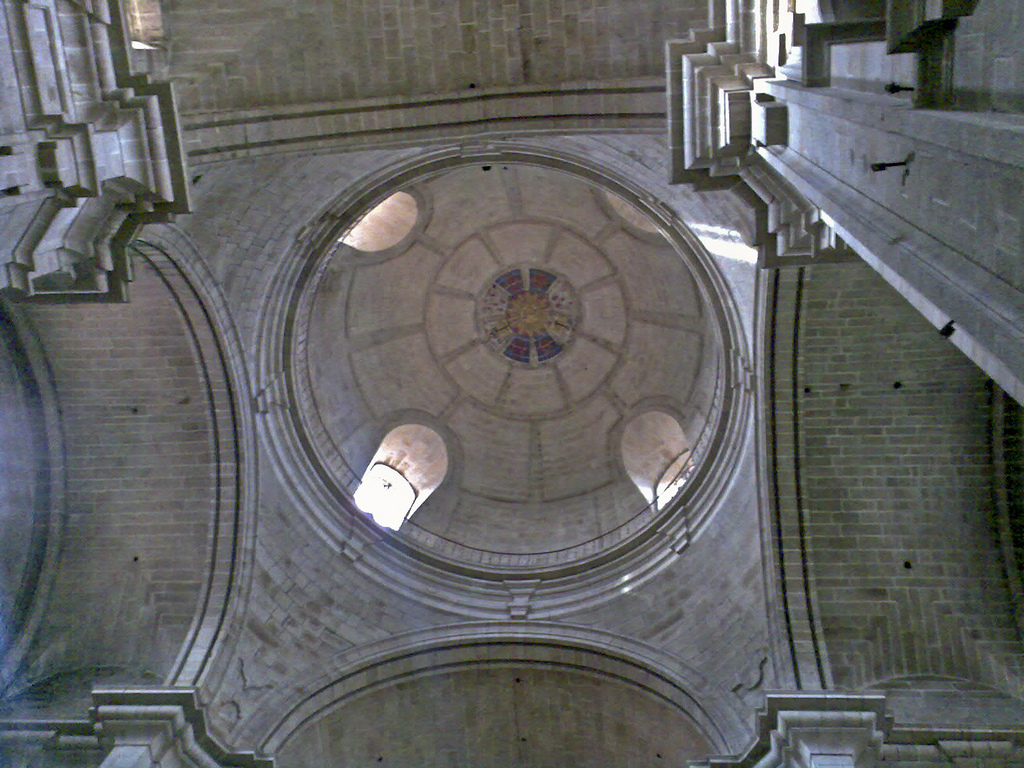
Cúpula del crucero de la iglesia

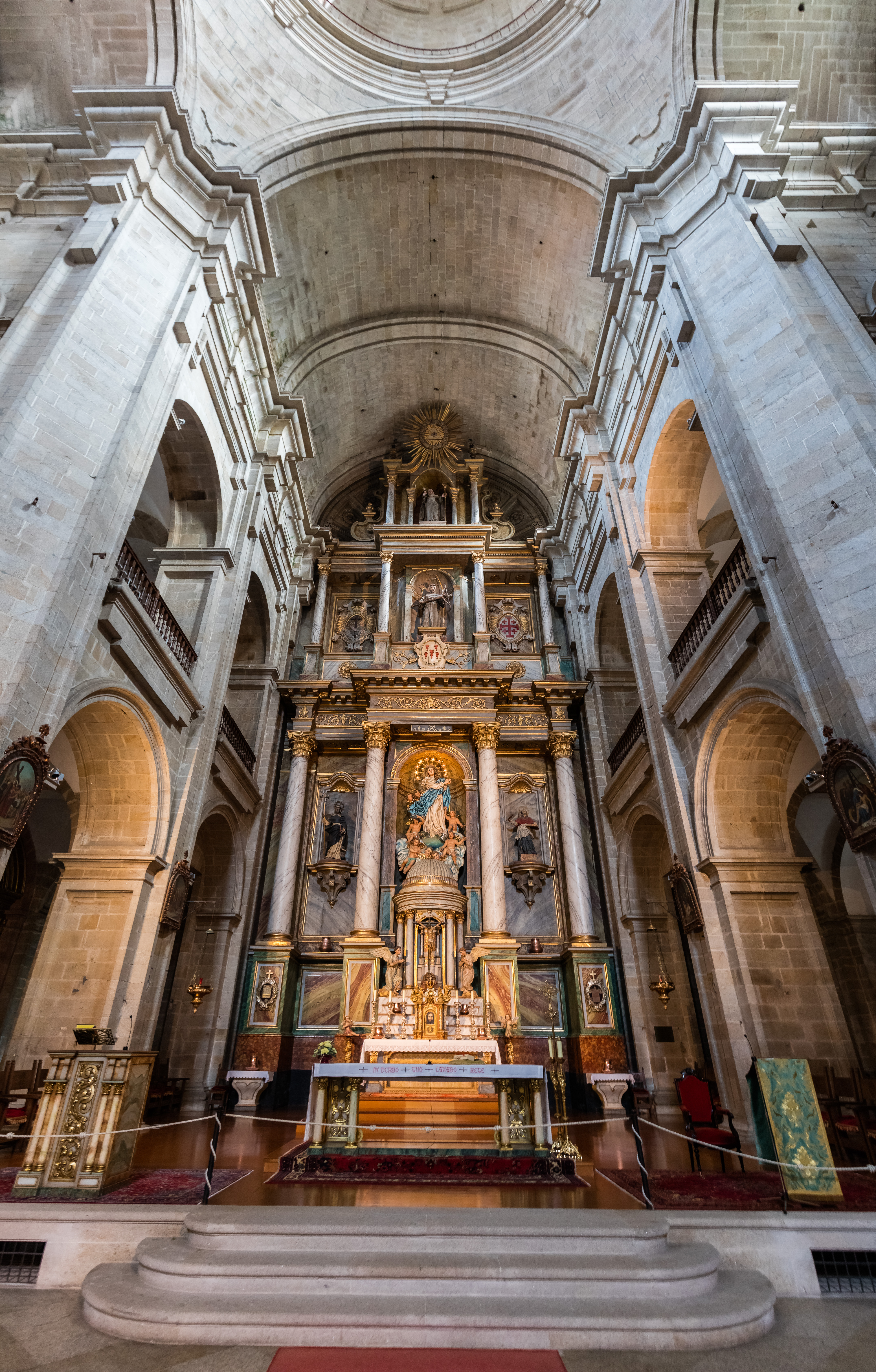
Altar mayor

El interior del templo también es sobrio, aunque monumental. La planta es de cruz latina con tres naves. La central, de cinco tramos, y el crucer cubierto por una bóveda de cañón con cúpula de media naranja en las pechinas, modificaciones de Fray Manuel Caeiro. En la decoración del interior del templo se aprecia la impronta de Simón Rodríguez con la decoración de placas y cilindros.
A los lados de las naves y a los del presbiterio se sitúan capillas intercomunicadas sobre las que discurre una tribuna. La sacristía tras la capilla mayor tiene la misma anchura que el templo.

## Iglesia-capilla de la Orden Franciscana Seglar (Tercera Orden)
Domingo de Andrade realizó la austera Capilla de la Orden Tercera, estructurada en una planta rectangular simple cubierta con bóveda de cañón y una capilla mayor de planta cuadrada cubierta con una cúpula. El retablo mayor fue realizado por Miguel de Romay en el 1714. Contiguo al Convento se encuentra la citada Capilla que en Santiago es conocida como iglesia de los Terciarios o de la Venerable Orden Tercera (actualmente denominada Orden Franciscana Seglar), este complejo es propiedad de la Fraternidad Franciscana Seglar de Santiago de Compostela y comprende: la iglesia-capilla, sacristía-antigua capilla y el cementerio de la citada Tercera Orden Franciscana. Esta Orden fue fundada por san Francisco de Asís, pero es de seglares.

### Imaginería
A las naves laterales se abren quince retablos, la mayoría realizados por fray José Rodríguez, lo mismo que el retablo central. Este último consta de tres cuerpos. En el inferior, Santo Domingo de Guzmán, fundador de la Orden de los Predicadores, y San Boaventura, primer cardenal de la Orden Franciscana, acompañan una imagen de la Virgen María. En el segundo, una talla de San Francisco, obra de Ferreiro Suárez tiene a su lado un escudo de la Orden de San Francisco y otro con la Cruz de Tierra Santa y las Cinco Llagas del santo. En el cuerpo superior hay otra talla de Santa Clara y en el centro un libro abierto.

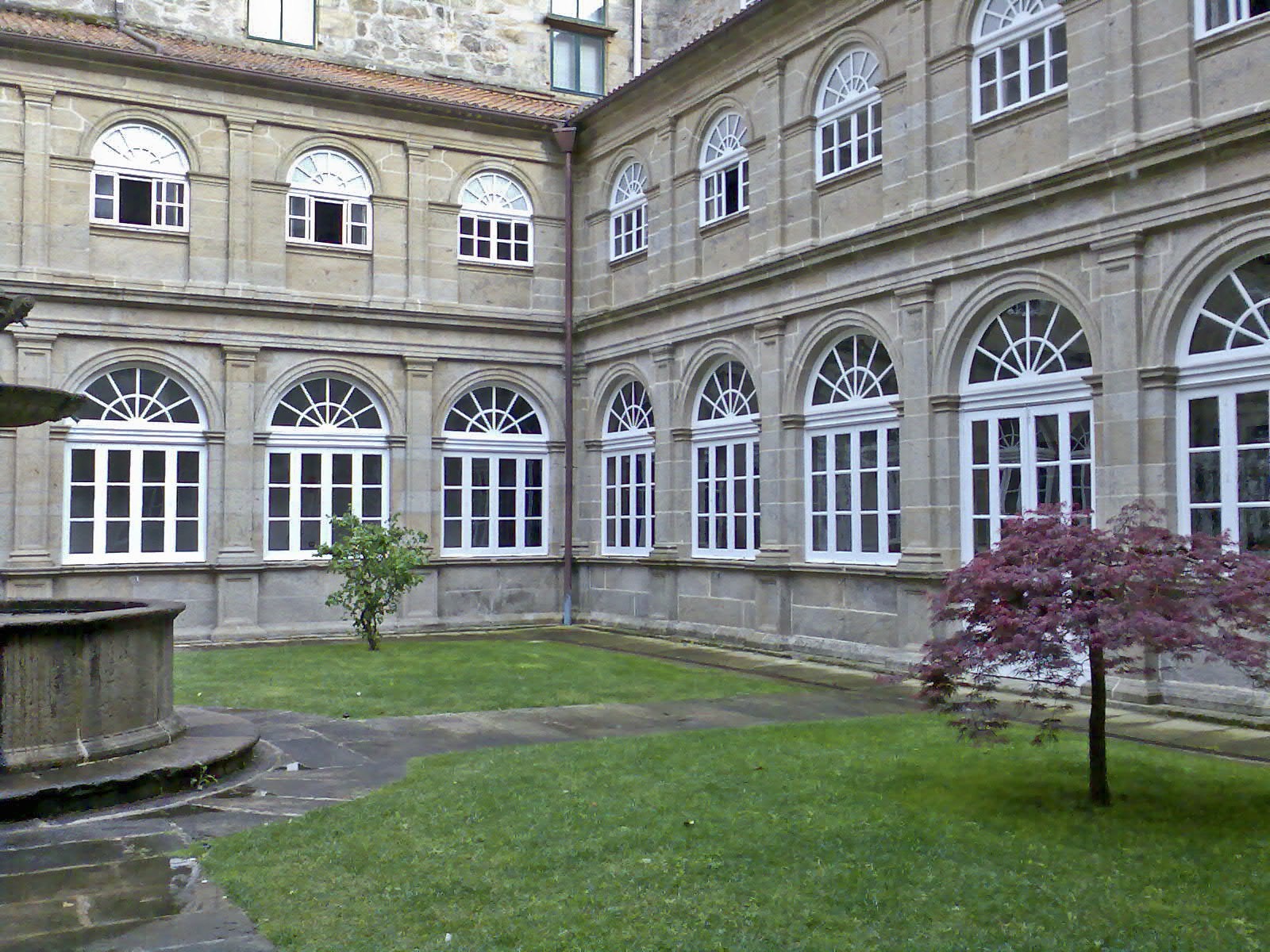
Claustro

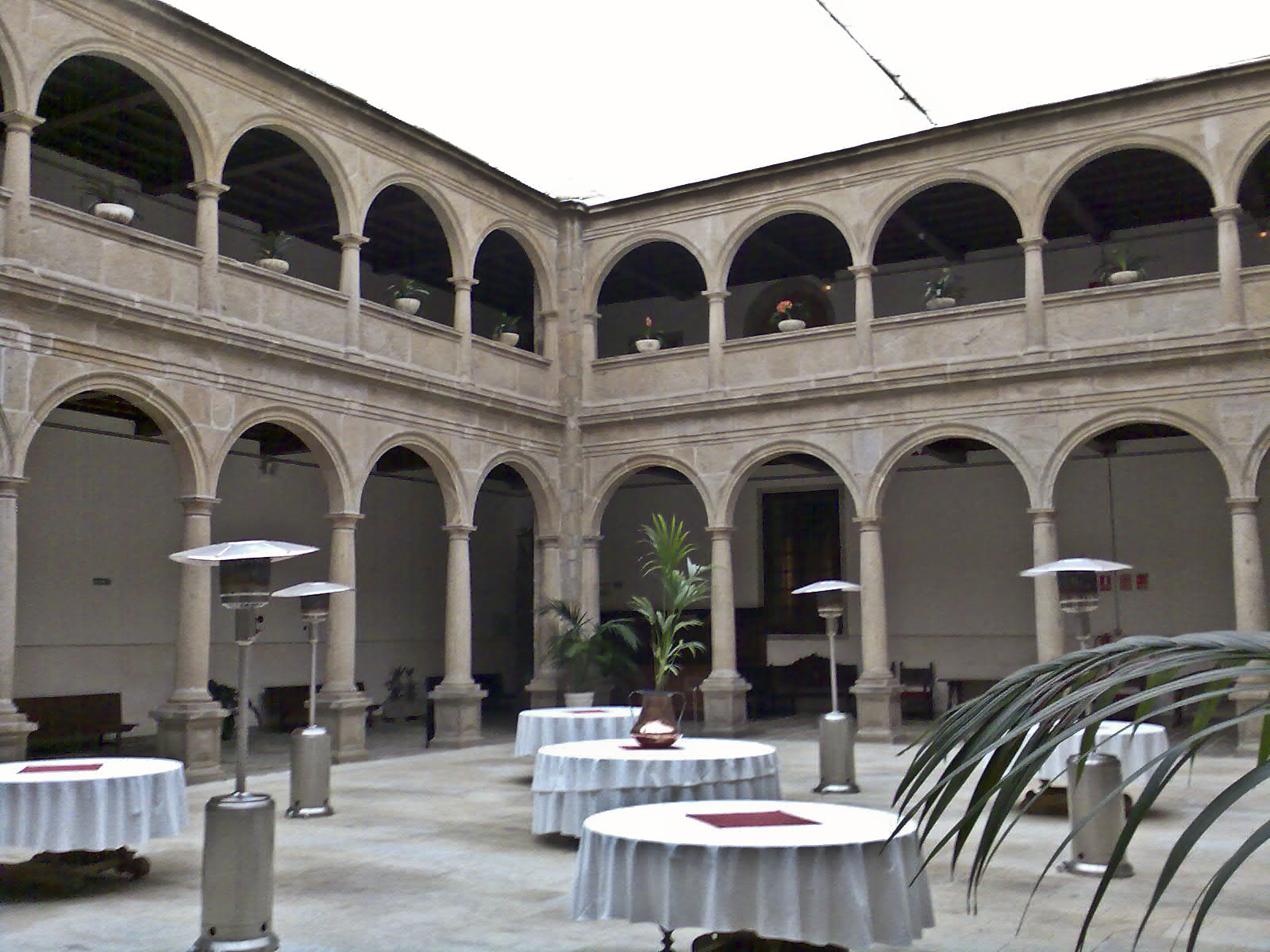
Otro de los claustros